# Варлаам Левкийски
Варлаам Левкийски е български духовник, епископ на Българската православна църква.

## Биография
Роден е на 2 април 1851 година в търновското село Самоводене със светското име Величко Димитров Константинов. Учи в началното училище в родното си село. През учебната 1877 – 1878 година работи като учител в горнооряховското село Карамца. През есента на 1878 година Величко Константинов постъпва като послушник в Преображенския манастир. От 1883 година до 1885 година учи в Софийската класическа гимназия. В 1885 година, след избухването на Сръбско-българската война е доброволец в Българската армия и е награден със сребърен кръст „За храброст“.
На 19 ноември 1886 година се замонашва в Петропавловския манастир с името Варлаам. На 24 декември 1886 година е ръкоположен за йеродякон и е назначен за митрополитски дякон. През 1888 година заминава за Букурещ, където служи като дякон в българската църква. През есента на 1888 година започва да учи в Букурещската духовна семинария „Митрополит Нифонт“. От 1895 година е студент в Петербургската духовна академия, но след края на първи курс, през 1896 г., по здравословни причини се премества в Богословския факултет на Букурещкия университет, който завършва през 1899 година.
Завръща се в България и на 1 октомври 1899 година йеродякон Варлаам е назначен за протосингел на Търновската митрополия. На 21 ноември 1899 година в София е ръкоположен за йеромонах, а на 21 март 1904 г. по решение на Светия Синод е възведен в архимандритско достойнство. От 4 януари 1908 година архимандрит Варлаам е протосингел на Софийската митрополия.
На 5 юли 1909 година е ръкоположен в епископски сан с титлата „Левкийски“ и е назначен за викарий на софийския митрополит, която длъжност изпълнява до 1923 година.
От 29 септември 1924 година до 1 януари 1929 година е игумен на Рилския манастир. През 1929 и 1930 г. предприема поклонническо пътуване до Йерусалим и Света гора.
През април 1931 година е назначен за викарий на митрополит Филип Търновски, какъвто остава до началото на 1934 г. През 1936 г. епископ Варлаам се оттегля на покой в Рилския манастир.
Умира на 30 май 1937 г. в София. Погребан е до столичния храм „Свети Николай Софийски“.